# Cantone di Ham
Il Cantone di Ham è una divisione amministrativa degli arrondissement di Montdidier e di Péronne.
A seguito della riforma complessiva dei cantoni del 2014 è passato da 19 a 67 comuni.

## Composizione
Prima della riforma del 2014 comprendeva i comuni di:
- Athies
- Brouchy
- Croix-Moligneaux
- Devise
- Douilly
- Ennemain
- Eppeville
- Esmery-Hallon
- Ham
- Matigny
- Monchy-Lagache
- Muille-Villette
- Offoy
- Quivières
- Sancourt
- Tertry
- Ugny-l'Équipée
- Villecourt
- Y

Dal 2015 comprende i comuni di:
- Ablaincourt-Pressoir
- Assevillers
- Athies
- Belloy-en-Santerre
- Berny-en-Santerre
- Béthencourt-sur-Somme
- Billancourt
- Breuil
- Brouchy
- Buverchy
- Chaulnes
- Chuignes
- Cizancourt
- Croix-Moligneaux
- Curchy
- Dompierre-Becquincourt
- Douilly.
- Ennemain
- Épénancourt
- Eppeville
- Esmery-Hallon
- Estrées-Deniécourt
- Falvy
- Fay
- Fontaine-lès-Cappy
- Foucaucourt-en-Santerre
- Framerville-Rainecourt
- Fresnes-Mazancourt
- Grécourt
- Ham
- Herleville
- Hombleux
- Hyencourt-le-Grand
- Languevoisin-Quiquery
- Licourt
- Lihons
- Marchélepot
- Matigny
- Mesnil-Saint-Nicaise
- Moyencourt
- Misery
- Monchy-Lagache
- Morchain
- Muille-Villette
- Nesle
- Offoy
- Omiécourt
- Pargny
- Pertain
- Potte
- Proyart
- Punchy
- Puzeaux
- Quivières
- Rethonvillers
- Rouy-le-Grand
- Rouy-le-Petit
- Saint-Christ-Briost
- Sancourt
- Soyécourt
- Tertry
- Ugny-l'Équipée
- Vauvillers
- Vermandovillers
- Villecourt
- Voyennes
- Y